# Elezioni parlamentari in Polonia del 2019
Le elezioni parlamentari in Polonia del 2019 si tennero il 13 ottobre per il rinnovo dell'Assemblea nazionale (Sejm e Senato). 
In seguito all'esito elettorale, Mateusz Morawiecki, esponente di Diritto e Giustizia, è stato confermato Presidente del Consiglio.

## Risultati

### Sejm

La distribuzione dei seggi per voivoidato al Sejm.

| Liste                                       | Voti       | %     | Seggi |
| ------------------------------------------- | ---------- | ----- | ----- |
| Diritto e Giustizia                         | 8 051 935  | 43,59 | 235   |
| Coalizione Civica                           | 5 060 355  | 27,40 | 134   |
| La Sinistra                                 | 2 319 946  | 12,56 | 49    |
| Partito Popolare Polacco                    | 1 578 523  | 8,55  | 30    |
| KORWiN                                      | 1 256 953  | 6,81  | 11    |
| Attivisti del Governo Locale Extrapartitici | 144 773    | 0,78  | –     |
| Minoranza Tedesca                           | 32 094     | 0,17  | 1     |
| Efficace Piotra Liroya-Marca                | 18 918     | 0,10  | –     |
| Azione dei Ritirati e dei Pensionati Delusi | 5 448      | 0,03  | –     |
| Destra (PR - KNP)                           | 1 765      | 0,01  | –     |
| Totale                                      | 18 470 710 | 100   | 460   |

### Senato
| Liste                                       | Voti       | %     | Seggi |
| ------------------------------------------- | ---------- | ----- | ----- |
| Diritto e Giustizia                         | 8 110 193  | 44,56 | 48    |
| Coalizione Civica                           | 6 490 306  | 35,66 | 43    |
| Partito Popolare Polacco                    | 1 041 909  | 5,72  | 3     |
| La Sinistra                                 | 415 745    | 2,28  | 2     |
| Attivisti del Governo Locale Extrapartitici | 331 385    | 1,82  | –     |
| Confederazione Libertà e Indipendenza       | 144 124    | 0,79  | –     |
| Lidia Staroń                                | 106 035    | 0,58  | 1     |
| Altri <100.000 voti                         | 1 561 651  | 8,58  | 3     |
| Totale                                      | 18 201 348 | 100   | 100   |

## Ripartizione dei seggi
| Liste | Camera            | Senato      |
| --- | ----------------- | ----------- |
| Diritto e Giustizia • Diritto e Giustizia • Accordo • Polonia Solidale • Partito Repubblicano                                                                 | 235 199 18 17 1   | 48 44 2 -   |
| Coalizione Civica • Piattaforma Civica • Nowoczesna • Iniziativa Polacca • Partito Verde • Socialdemocrazia di Polonia • Libertà e Uguaglianza • Indipendenti | 134 111 8 4 3 - 8 | 43 40 1 - 2 |
| La Sinistra • Alleanza della Sinistra Democratica • Primavera • Lewica Razem • Partito Socialista Polacco                                                     | 49 24 19 6 -      | 2 0 1 - 1   |
| Partito Popolare Polacco (Coalizione Polacca) • Partito Popolare Polacco • Kukiz'15 • Unione dei Democratici Europei • Indipendenti                           | 30 20 6 1 3       | 3 2 - 1 -   |
| Confederazione della Libertà e dell'Indipendenza • KORWiN • Movimento Nazionale • Confederazione della Corona Polacca                                         | 11 5 1            | -           |
| Minoranza Tedesca | 1                 | -           |
| Lidia Staroń | -                 | 1           |
| Krzysztof Kwiatkowski | -                 | 1           |
| Wadim Tyszkiewicz | -                 | 1           |
| Democrazia Civica | -                 | 1           |
| Totale | 460               | 100         |